# 2018년 중국
다음은 2018년 중화인민공화국에서 일어났던 사건들을 정리해 놓은 문서이다.

## 사건

### 1월
- 1월 6일 - 중국 장강 입구 동쪽 160 해리 해상에서 이란 아살루에 발 대한민국 대산행 파나마 선적 유조선 상치(Sanchi) 호와 홍콩 선적 벌크선 창펑수이징(CF CRYSTAL) 호가 충돌했다. 이 사고로 유조선은 전소되고 선원 32명이 실종되었다.